# アウルス・コルネリウス・コッスス・アルウィナ
アウルス・コルネリウス・コッスス・アルウィナ（ラテン語: Aulus Cornelius Cossus Arvina、生没年不詳）は、紀元前4世紀の共和政ローマの政務官。執政官（コンスル）を二度務めた。

## 経歴
アウルス・コルネリウスは、紀元前353年と紀元前349年に、独裁官（ディクタトル）ティトゥス・マンリウス・インペリオスス・トルクァトゥスのマギステル・エクィトゥム（副官）を務めた。
紀元前343年には執政官に就任、同僚執政官はマルクス・ウァレリウス・コルウスであった。この年にローマはサムニウムに宣戦布告した。両執政官は軍を率い、アウルス・コルネリウスはサムニウムに、マルクス・ウァレリウスはカンパニアに向かった。これが後に第一次サムニウム戦争と呼ばれる戦争の始まりであった。
アウルス・コルネリウスはサティキュラ（en、現在のサンターガタ・デ・ゴーティ）から進軍したが、山岳部でサムニウム軍の罠にもうすこしでかかるところであった。トリブヌス・ミリトゥム（高級将校）の一人であるプブリウス・デキウス・ムスが小部隊を率いて山頂を占領し、サムニウム軍を混乱させてコルネリウスを脱出させた。夜間にデキウスとその部隊も脱出に成功した。翌日にローマ軍はサムニウム軍に攻撃をかけ、これを一掃した（サティキュラの戦い）。アウルス・コルネリウスはローマに戻って凱旋式を挙行する栄誉を得た。マルクス・ウァレリウスもガウルス山の戦いに勝利して凱旋式を実施している。
紀元前332年に二度目の執政官に就任、同僚執政官はグナエウス・ドミティウス・カルウィヌスであった。しばらくの間平和が続いていたが、この年にガリア人が侵攻したとの報告があり、マルクス・パピリウス・クラッスッスが独裁官に任命された。しかし、これは誤報であり、戦闘には至らなかった。
紀元前322年、5年前から始まった第二次サムニウム戦争に対処するために、アウルス・コルネリウスは独裁官に任命された。マギステル・エクィトゥムはマルクス・ファビウス・アンブストゥスであった。ローマ軍はサムニウムに向かったが、不利な地形でサムニウム軍に戦闘を強制されてしまった。このため戦闘は激烈となり勝敗も不確かであったが、マルクス・ファビウスが率いるローマ軍騎兵がサムニウム軍騎兵を撃破したことにより、ローマ軍が有利となった。ローマ騎兵は続いてサムニウム歩兵を攻撃し、両側から攻撃されることとなったサムニウム軍は敗北した。この勝利により、アウルス・コルネリウスは凱旋式を実施する栄誉を得た。

## 異説
ティトゥス・リウィウスは紀元前322年のサムニウムに対する勝利をアウルス・コルネリウスによるものとしているが、他の歴史家には執政官クィントゥス・ファビウス・マクシムス・ルリアヌスであるとするものもいる。

## 参考資料
- ティトゥス・リウィウス『ローマ建国史』
- T. R. S. Broughton (1951). The Magistrates of the Roman Republic Vol.1. American Philological Association